# Морско
Морско е бивше село в Югоизточна България. То се намира в община Несебър, Бургаска област.

## География
Селото е разположено върху възвишение в източната част на Стара планина. Средната му надморска височина е 370 m. До селото не стига асфалтиран път. Близо до него се намира радиорелейната и телевизионна станция „Еделвайс“. Морско е електрифицирано, макар уличното осветление в днешно време да не работи.

## История
Старото име на селото е Дениздер. На 24 февруари 1975 г. с указ №1521 село Морско е заличено, а землището му е присъединено към с. Кошарица.

## Население
| \| Година на преброяване \| Численост \| \| --------------------- \| --------- \| \| 1934 \| 494 \| \| 1946 \| 520 \| \| 1956 \| 370 \| \| 1965 \| 87 \| \| 1975 \| 0 \| |           |
| Година на преброяване | Численост |
| 1934 | 494       |
| 1946 | 520       |
| 1956 | 370       |
| 1965 | 87        |
| 1975 | 0         |